# Reprezentacja Szwajcarii w hokeju na lodzie mężczyzn
Reprezentacja Szwajcarii w hokeju na lodzie mężczyzn – kadra Szwajcarii w hokeju na lodzie mężczyzn.

## Historia
Szwajcaria od 1953 r. nie zdobyła żadnego medalu rangi mistrzowskiej. Dopiero w 2013 r. sensacyjnie została wicemistrzem świata, ulegając w finale Szwecji.
„Helweci” odnieśli dwa nieoczekiwane zwycięstwa podczas igrzysk olimpijskich 2006 w Turynie, 16 lutego pokonując Czechy 3:2 a dwa dni później Kanadę 2:0. Szwajcarzy ostatecznie przegrali ćwierćfinał ze Szwecją.

## Igrzyska olimpijskie
- 1920 – 7
- 1924 – 8
- 1928 –
- 1932 – Nie brali udziału
- 1936 – 12
- 1948 –
- 1952 – 5
- 1956 – 9
- 1960 – Nie brali udziału
- 1964 – 8
- 1968 – Nie brali udziału
- 1972 – 10
- 1976 – 11
- 1980 – Nie brali udziału
- 1984 – Nie brali udziału
- 1988 – 8
- 1992 – 10
- 1994 – Nie brali udziału
- 1998 – Nie brali udziału
- 2002 – 11
- 2006 – 6
- 2006 – Ćwierćfinał
- 2010 – Ćwierćfinał
- 2014 – 9. miejsce
- 2018 – 10. miejsce
- 2022 – 8. miejsce
- 2026 – . miejsce

## Mistrzostwa Europy
- 1910 – 4. miejsce
- 1911 – 4. miejsce
- 1912–1921 – Nie brali udziału
- 1922 – Brązowy medal
- 1923 – 5. miejsce
- 1924 – Brązowy medal
- 1925 – Brązowy medal
- 1926 – Złoty medal
- 1927 – Nie brali udziału
- 1928 – Nie sklasyfikowani
- 1932 – Brązowy medal

## Mistrzostwa świata
- 1930 – Brązowy medal
- 1931 – Nie brali udziału
- 1933 – 5. miejsce
- 1934 – 5. miejsce
- 1935 – Srebrny medal
- 1937 – Brązowy medal
- 1938 – 6. miejsce
- 1939 – Brązowy medal
- 1947 – 4. miejsce
- 1949 – 5. miejsce
- 1950 – Brązowy medal
- 1951 – Brązowy medal
- 1953 – Brązowy medal
- 1954 – 7. miejsce
- 1955 – 8. miejsce
- 1957 – Nie brali udziału
- 1958 – Nie brali udziału
- 1959 – 12. miejsce
- 1961 – 11. miejsce (3. w grupie B)
- 1962 – 7. miejsce
- 1963 – 10. miejsce (2. w grupie B)
- 1965 – 10. miejsce (2. w grupie B)
- 1966 – 14. miejsce (6. w grupie B)
- 1967 – 15. miejsce (7. w grupie B)
- 1969 – 16. miejsce (2. w grupie B)
- 1970 – 12. miejsce (6. w grupie B)
- 1971 – 7. miejsce (1. w grupie B)
- 1972 – 6. miejsce
- 1973 – 13. miejsce (7. w grupie B)
- 1974 – 15. miejsce (1. w grupie C)
- 1975 – 9. miejsce (2. w grupie B)
- 1976 – 12. miejsce (4. w grupie B)
- 1977 – 13. miejsce (5. w grupie B)
- 1978 – 11. miejsce (3. w grupie B)
- 1979 – 13. miejsce (5. w grupie B)
- 1981 – 11. miejsce (3. w grupie B)
- 1982 – 14. miejsce (6. w grupie B)
- 1983 – 14. miejsce (6. w grupie B)
- 1985 – 10. miejsce (2. w grupie B)
- 1986 – 9. miejsce (1. w grupie B)
- 1987 – 8. miejsce
- 1989 – 12. miejsce (4. w grupie B)
- 1990 – 9. miejsce (1. w grupie B)
- 1991 – 7. miejsce
- 1992 – 4. miejsce
- 1993 – 10. miejsce
- 1994 – 13. miejsce (1. w grupie B)
- 1995 – 12. miejsce
- 1996 – 14. miejsce (2. w grupie B)
- 1997 – 15. miejsce (3. w grupie B)
- 1998 – 4. miejsce
- 1999 – 8. miejsce
- 2000 – 6. miejsce
- 2001 – 9. miejsce
- 2002 – 9. miejsce
- 2003 – 8. miejsce
- 2004 – 8. miejsce
- 2005 – 8. miejsce
- 2006 – 9. miejsce
- 2007 – 8. miejsce
- 2008 – 7. miejsce
- 2009 – 9. miejsce
- 2010 – 5. miejsce
- 2011 – 9. miejsce
- 2012 – 11. miejsce
- 2013 – Srebrny medal
- 2014 – 10. miejsce
- 2015  – 8. miejsce
- 2016  – 11. miejsce
- 2017  – 6. miejsce
- 2018  – Srebrny medal
- 2019 – 8. miejsce
- 2021 – 6. miejsce
- 2022 – 5. miejsce
- 2023 – 5. miejsce
- 2024 – Srebrny medal
- 2025 – Srebrny medal